# Maria Anna Mozart

Maria Anna Mozart als Kind, Porträt von Pietro Antonio Lorenzoni

Maria Anna Mozart als Erwachsene

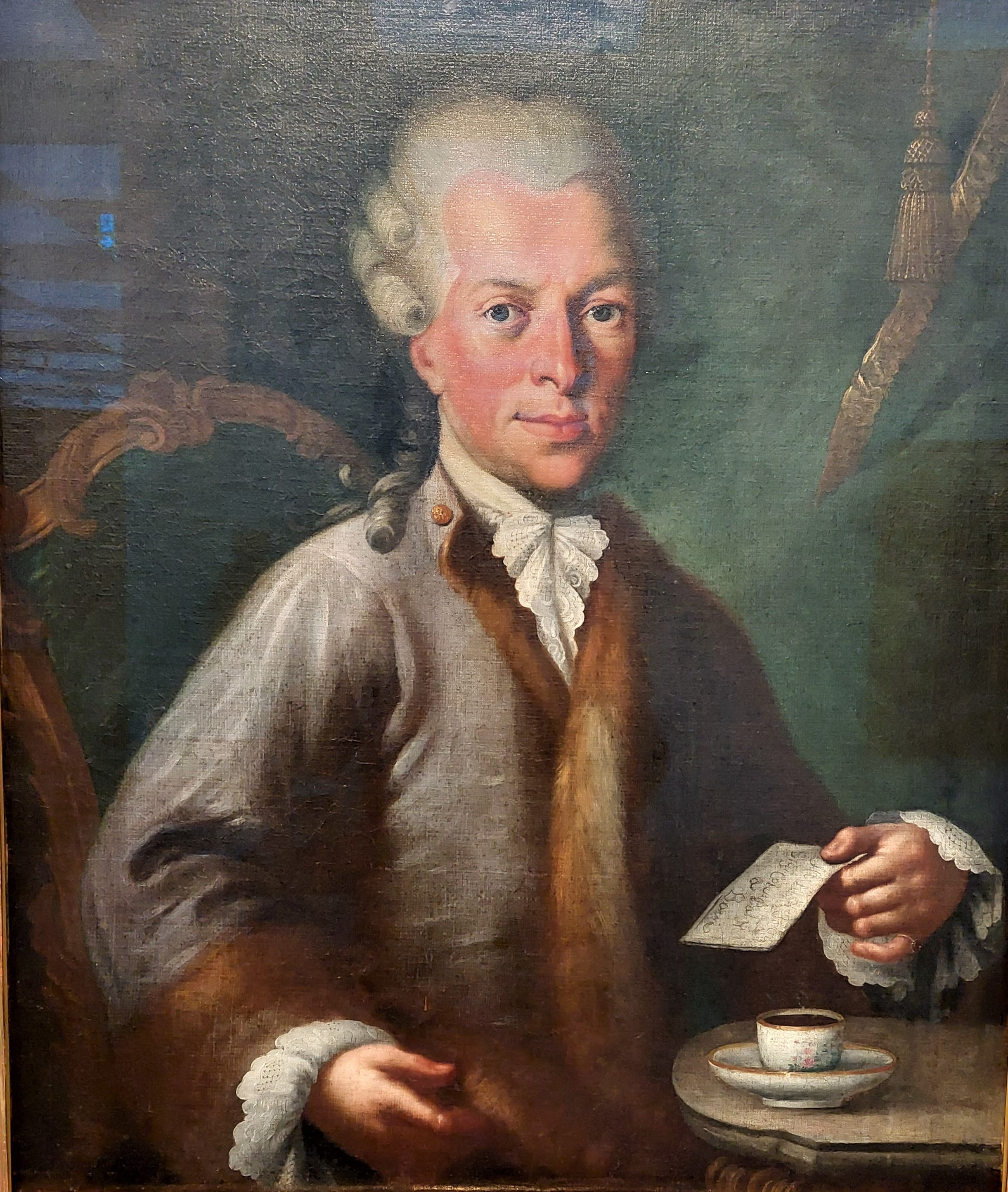
Johann Baptist Berchtold zu Sonnenburg (um 1780)

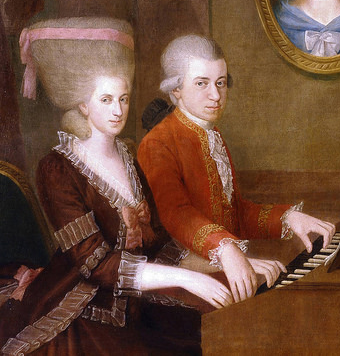
Geschwister Mozart 1780. Ausschnitt aus dem Johann Nepomuk della Croce zugeschriebenen Familienbild (ca. 1781). Die Hände Mozarts und seiner Schwester überkreuzen sich beim Vierhändigspiel

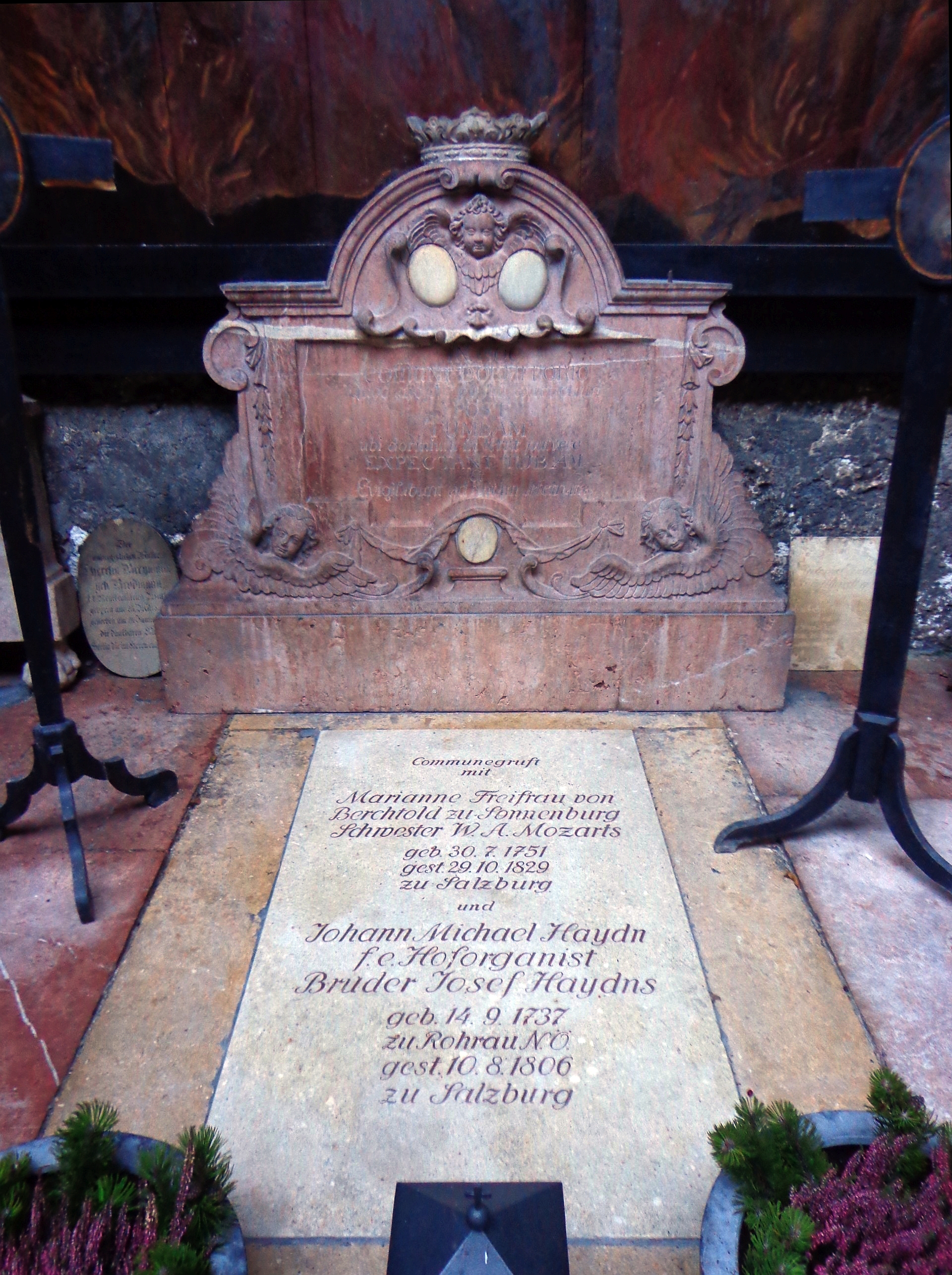
„Kommunegruft“ (Petersfriedhof), Gruft 54, in der u. a. Nannerl Mozart und Michael Haydn bestattet wurden

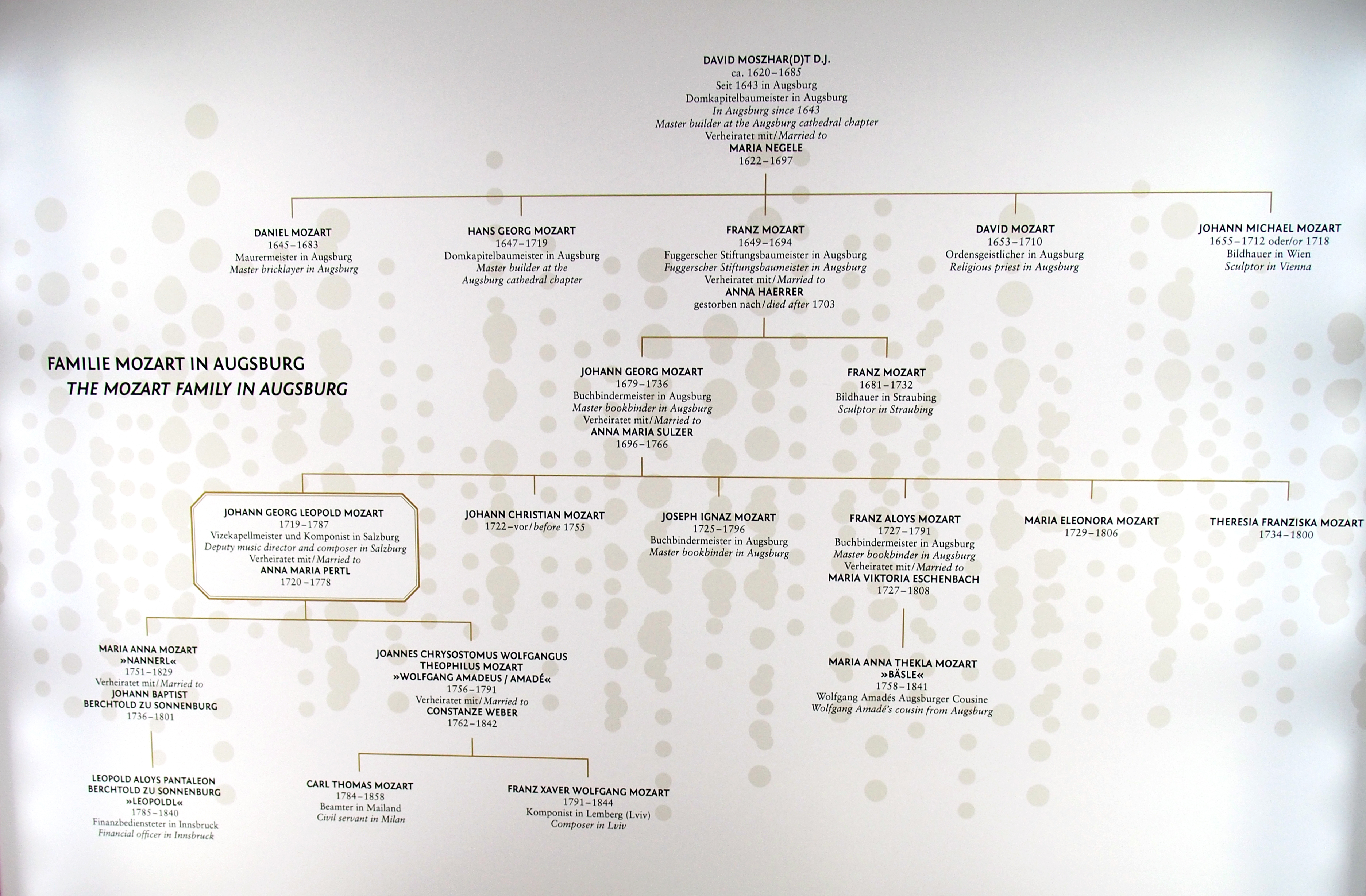
Stammbaum der Mozartfamilie

Maria Anna Walburga Ignatia Mozart (* 30. Juli 1751 in Salzburg; † 29. Oktober 1829 ebenda), später
Maria Anna Freifrau von Berchtold zu Sonnenburg, in Familie und Freundeskreis „Nannerl“ genannt, war eine Salzburger Pianistin und Klavierlehrerin. Sie war die fünf Jahre ältere Schwester von Wolfgang Amadeus Mozart und die Tochter von Anna Maria (geborene Pertl) und Leopold Mozart.

## Leben
Geboren im Hagenauerhaus (Getreidegasse 9) trat sie in ihrer Jugend mit ihrem Bruder Wolfgang Amadeus Mozart europaweit als Pianistin in Konzerten auf und spielte bereits mit elf Jahren die schwersten Sonaten und Konzerte auf dem Klavier. Obwohl sie genauso wie ihr Bruder über ein außerordentliches musikalisches Talent verfügte, trat sie nie aus dessen Schatten heraus. Dies lag an der Förderung ihres Vaters, der sich vollkommen auf Wolfgang fokussierte, nachdem Nannerl heiratsfähiges Alter erreichte und damit nach der damaligen Ansicht andere Ziele, etwa die Haushaltsführung, zu verfolgen hatte. Somit sind von ihr nur kleine Tonsatzübungen überliefert, aber keine Eigenkompositionen, da sie sich in späteren Jahren auf ihre Familie und ihre Tätigkeit als Klavierlehrerin konzentrierte. 
Nachdem ihr Vater einer Ehe mit dem Kammerherrn Franz Armand d’Ippold nicht zugestimmt hatte, ging sie am 23. August 1784 eine Vernunftehe mit dem 15 Jahre älteren Johann Baptist Reichsfreiherr Berchtold von Sonnenburg (1736–1801) ein. Dieser war ein Amtsnachfolger ihres Großvaters mütterlicherseits, und daher lebte sie mit ihm in St. Gilgen in seiner Dienstwohnung, dem Geburtshaus ihrer Mutter. Ihr Mann brachte fünf Kinder aus zwei Ehen ein, und sie gebar drei Kinder. Nach dem Tod ihres Mannes 1801 kehrte sie mit ihren beiden noch lebenden Kindern Leopold und Jeanette nach Salzburg zurück und war dort eine sehr geschätzte Klavierlehrerin.
Im Alter von 74 Jahren erblindete sie, worauf ihre Einnahmequelle versiegte, „da sie in dem Notfalle ihrer Blindheit keine Instruction mehr geben“ konnte.
Maria Annas Tagebücher, Briefe und Erinnerungen waren und sind wertvolle Quellen für die Mozart-Forschung. Sie waren im Jahr 1829 mit der Anlass für den Besuch des Londoner Ehepaars Mary (Maria Sibylla) und Vincent Novello (A Mozart Pilgrimage – Eine Wallfahrt zu Mozart) in ihrer Salzburger Wohnung. Vorher hatten die Engländer in der damals erschienenen Mozart-Literatur von den von ihr beschriebenen Wunderkindreisen gelesen. Das Ehepaar hatte auch erfahren, dass es Maria Anna nicht mehr so gut ging, deshalb überbrachten sie ihr ein von englischen Musikfreunden gespendetes Geldgeschenk. Sie starb noch im selben Jahr und wurde auf eigenen Wunsch auf dem Petersfriedhof Salzburg begraben. 
Über Nannerls Rolle als Schwester des Genies resumierte Eva Rieger in ihrer Biographie:

„Zieht man in Betracht, dass sie eine außerordentlich begabte Musikerin war, dann entsteht eine schmerzliche Diskrepanz. Mögliche Fähigkeiten wurden gar nicht erst geweckt, geschweige denn kultiviert und verstärkt.“